# Andonis Nikolaidis
Andonis Nikolaidis, gr. Αντώνης Νικολαϊδης (ur. 24 stycznia 1967 Islington (obecnie dzielnica Londynu), Wielka Brytania) – cypryjski strzelec, specjalizujący się w skeecie, uczestnik Letnich Igrzysk Olimpijskich 1992, Letnich Igrzysk Olimpijskich 1996, Letnich Igrzysk Olimpijskich 2004, Letnich Igrzysk Olimpijskich 2008.

## Życie prywatne
Andonis Nikolaidis jest żonaty ma dwoje dzieci.

## Kariera
Andonis Nikolaidis rozpoczął profesjonalną karierę w 1990, w wieku 23 lat, jest praworęczny i prawooczny.

### 1992
Pierwszymi zawodami organizowanymi przez ISSF, na których uczestniczył Nikolaidis był Puchar Świata w Kairze. Cypryjczyk uzyskał w kwalifikacjach 196 punktów (na 200) a w finale zdobył jeszcze 24 i z wynikiem 220 został sklasyfikowany na 6. miejscu. Nikolaidis zadebiutował w igrzyskach olimpijskich na Igrzyskach w 1992 w Barcelonie. Zajął 25. miejsce z wynikiem 145 punktów (na 200 możliwych).

### 1994
W 1994 Nikolaidis uczestniczył w zawodach Pucharu Świata w Fagnano, Kairze i Nikozji. We Włoszech i Egipcie był 11 natomiast na Cyprze był 6. Zawody te zostały rozegrane w nowej formule, w której w kwalifikacjach można było zdobyć 125 zamiast 200. W Fagnano odbyły się również Mistrzostwa Świata, na których Cypryjczyk był 77. 

### 1995
Na Mistrzostwach Europy w Strzelectwie rozgrywanych w Lahti Nikolaidis zajął 45. miejsce.

### 1996
Na Igrzyskach w 1996, zawody strzeleckie zostały rozdzielone ze względu na płeć zawodników. Nikolaidis zajął 25. miejsce z wynikiem 118 punktów (na 125 możliwych)

### 2004
Na Igrzyskach w 2004 Nikolaidis zajął 21. miejsce 119 punktów (na 125 możliwych)

### 2008
Na Igrzyskach w 2008 w Pekinie Nikolaidis był bardzo blisko zdobycia pierwszego w historii Cypru medalu olimpijskiego. W pierwszej fazie zajął 2. miejsce (wraz z Tore Brovold, Anthony Terras) i awansował do finału. W finale osiągnął ten sam rezultat punktowy co brązowy medalista Anthony Terras. Ze względu jednak na gorszy bilans Shoot-off, cypryjski strzelec był ostatecznie czwarty.